# Charles Krause
Charles Krause va ser un gimnasta i atleta estatunidenc que va competir a cavall del segle xix i el segle xx. El 1904 va prendre part en els Jocs Olímpics de Saint Louis, on guanyà la medalla plata en escalada de corda i la de bronze en la prova per equips del programa de gimnàstica, com a membre de l'equip Central Turnverein, Chicago junt a John Duha, George Mayer, Robert Maysack, Philip Schuster i Edward Siegler. També disputà les proves gimnàstiques del triatló i el concurs complet, on fou 45è i 48è respectivament; i el triatló del programa d'atletisme, on fou 64è.